# 世にも奇妙な物語 25周年スペシャル・春 〜人気マンガ家競演編〜
『世にも奇妙な物語 25周年スペシャル・春 〜人気マンガ家競演編〜』（よにもきみょうなものがたり 25しゅうねんすぺしゃる・はる にんきまんがかきょうえんへん）は、2015年4月11日（土）21:00 - 23:10にフジテレビ「土曜プレミアム」枠で放送された『世にも奇妙な物語』の特別編。

## 概要
シリーズ25周年記念作品として制作された。今作では永井豪・伊藤潤二・尾田栄一郎・楳図かずお・石川雅之といった5人の人気漫画家とのコラボを果たす。

## 面

### キャスト
- 岡本未来 - 鈴木梨央
- 末長アキ - 山岡愛姫
- 未来の父親 - 袴田吉彦
- 未来の母親 - 霧島れいか
- ゴロー - 中根幸一
- タカコ - 内田彩花
- ユウタ - 酒井天満
- 修行僧 - 関ファイト
- 住職 - 才木清英
- キャスター - 児島功一
- コメンテーター - 牧村泉三郎
- 担任の先生 - 西辻こずえ
- 般若面の男 - 恩田亘平
- 和尚・黒服の男 - 麿赤兒

### スタッフ
- 原作 - 永井豪「面」（ダイナミック企画）
- 脚本 - 高山直也
- 演出 - 植田泰史

## 地縛者

### キャスト
- 浅野範子 - 前田敦子
- 早川善也 - 田中圭
- 浅野真利子 - 渡辺真起子
- ミノル - 柾木玲弥
- ヤスコ - 歌川椎子
- 向井順子 - 阿南敦子
- 浅野和彦 - 菊池均也
- 牧田祐二 - 野中隆光
- 地縛者 - 中脇樹人、よしのよしこ、内藤トモヤ、師岡広明
- 警官 - 樋渡真司
- 母親 - 辻千春
- 保健所職員 - 鈴木隆仁
- 刑事 - 中野剛
- 管理人 - 原田文明
- 工場長の息子 - 巴山祐樹
- テレビリポーター大竹 - 佐野瑞樹

### スタッフ
- 原作 - 伊藤潤二「地縛者」（『伊藤潤二傑作集「潰談」』所収 / 朝日新聞出版）
- 脚本 - 田辺満
- 演出 - 河野圭太

## ゴムゴムの男
鬼頭は入院中にフルーツセットを見舞い品としてもらい、そのフルーツを食べた。その後鬼頭は飛び降り自殺を図ろうとしたが、体がゴム風船のように膨らむ。実は、鬼頭が食べたフルーツは悪魔の実・ゴムゴムの実であった…

### キャスト
- 鬼頭 - 阿部寛
- ルフィ - 田中真弓（声の出演）
- ナミ - 岡村明美（声の出演）
- 犬飼 - 北村有起哉
- 大鳳 - 山田明郷
- 子分 - 今野浩喜（キングオブコメディ）
- 妖艶な看護師 - 中村さくら
- 医師 - 黒田浩史
- 看護師 - 福田温子
- 黒スーツの男 - 八田浩司
- 子供 - 浅野瑛海、河本彩夢、高梨理央

### スタッフ
- 原作 - 尾田栄一郎「ONE PIECE」(『週刊少年ジャンプ』連載 / 集英社)より
- 脚本 - 神森万里江
- 演出 - 木下高男

## 蟲たちの家

### キャスト
- 水谷留衣子 - 長谷川京子
- 水谷紘一 - 板尾創路
- 徳井羽奈子 - 入山法子
- 直也 - 白洲迅
- 喫茶店マスター - 楳図かずお（特別出演）

### スタッフ
- 原作 - 楳図かずお「蟲たちの家」（新潮社）
- 脚本 - 高山直也
- 演出 - 松木創

## 自分を信じた男

### キャスト
- 薄井次郎 - 稲垣吾郎
- 影山守 - 手塚とおる
- 強盗 - 淵上泰史
- 強盗の妻 - 枝元萌
- 銀行支店長 - 矢嶋俊作
- 小劇場の役者 - 大川ヒロキ
- 銀行員 - みか
- 薄井の母 - ふるかわいずみ
- 空手の審判 - 岡崎宏
- 薄井の同僚 - 梅澤裕介
- 警官 - 高木トモユキ
- 中学生の薄井 - 武田勝斗
- クラスの女子 - 小椋梨央
- 赤ん坊の薄井 - 佐藤一和
- その他 - 松岡美沙、相川裕滋、内藤ゆり奈、満田伸明、中川慧

### スタッフ
- 原作 - 石川雅之「自分を信じた男2」（『週刊石川雅之』所収 / 講談社）
- 脚本 - ふじきみつ彦
- 演出 - 城宝秀則